# 弗拉米尼奥河岸

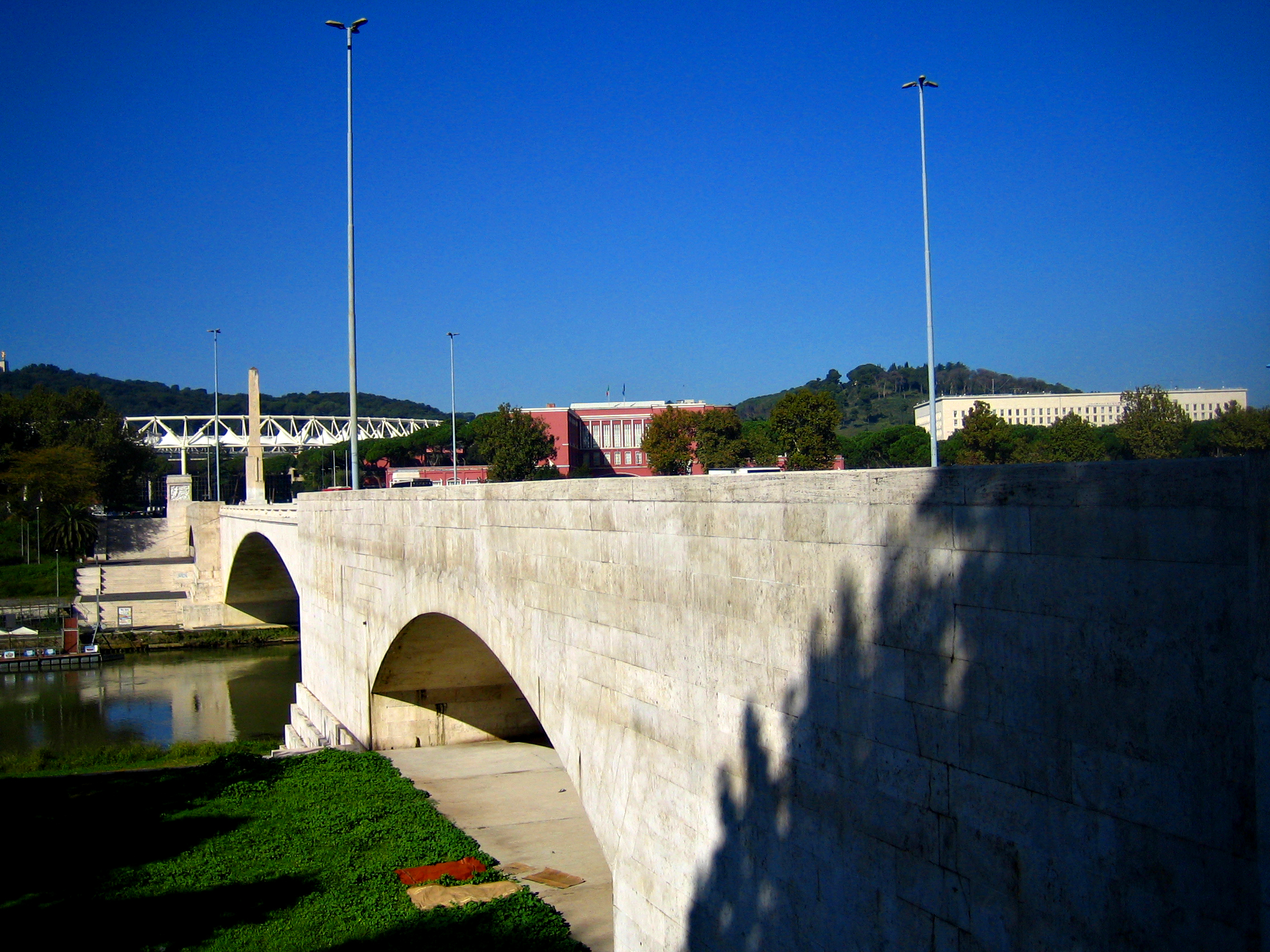

弗拉米尼奥河岸（Lungotevere Flaminio）是意大利罗马弗拉米尼奥区的一段台伯河岸，连接美术广场（Piazzale delle Belle Arti）与奥斯塔公爵桥。
这条路主要是一些老公寓楼和体育场馆沿着台伯河，其中哥伦布骑士基金会（Fondazione Cavalieri di Colombo）由布鲁诺·埃内斯托·Lapadula 设计于1938年。
在河岸的公寓楼中，最杰出的一座是Palazzina Furmanik，建于1941-1942年，由马里奥·德·伦兹设计，以主立面的压花凉廊著称。